# Cyphonoxia haarlovi
Cyphonoxia haarlovi är en skalbaggsart som beskrevs av Rudolph Petrovitz 1955. Cyphonoxia haarlovi ingår i släktet Cyphonoxia och familjen Melolonthidae. Inga underarter finns listade i Catalogue of Life.